# Pinus pseudostrobus
Espèce
Statut de conservation UICN

 LC  : Préoccupation mineure
Pinus pseudostrobus est une espèce de conifères de la famille des Pinaceae.

## Écologie

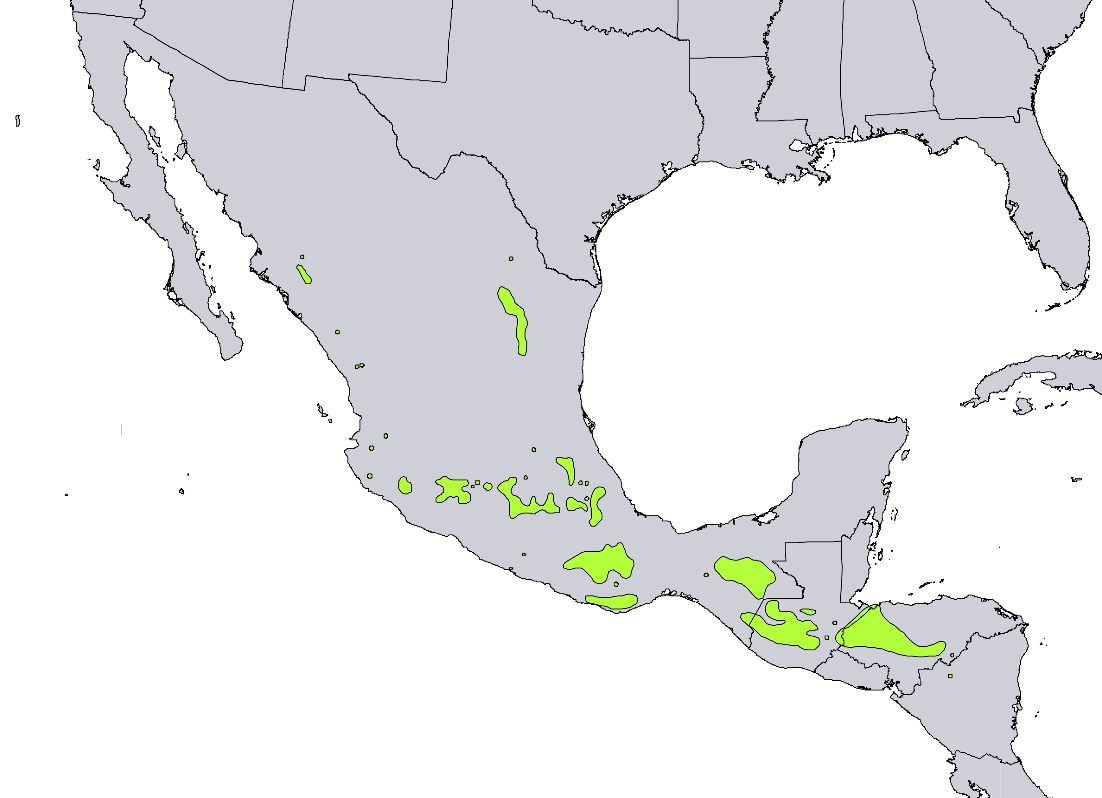
Carte de répartition de Pinus pseudostrobus, en vert.

## Liste des sous-espèces, variétés et formes
Selon Catalogue of Life (19 juin 2013) :
- forme Pinus pseudostrobus f. protuberans
- variété Pinus pseudostrobus var. apulcensis
- variété Pinus pseudostrobus var. pseudostrobus

Selon World Checklist of Selected Plant Families (WCSP) (19 juin 2013) :
- Pinus pseudostrobus Lindl. (1839)
  - variété Pinus pseudostrobus var. apulcensis (Lindl.) Shaw (1909)
- Pinus pseudostrobus f. protuberans Martínez, Pinos Mexic. (1948)
  - variété Pinus pseudostrobus var. pseudostrobus

Selon NCBI (19 juin 2013) :
- variété Pinus pseudostrobus var. apulcensis
- variété Pinus pseudostrobus var. estevezii

Selon Tropicos (19 juin 2013) (Attention liste brute contenant possiblement des synonymes) :
- sous-espèce Pinus pseudostrobus subsp. apulcensis (Lindl.) Stead
- sous-espèce Pinus pseudostrobus subsp. pseudostrobus
- variété Pinus pseudostrobus var. apulcensis (Lindl.) Shaw
- variété Pinus pseudostrobus var. coatepecensis Martínez
- variété Pinus pseudostrobus var. estevezii Martínez
- variété Pinus pseudostrobus var. laubenfelsii Silba
- variété Pinus pseudostrobus var. oaxacana (Mirov) S.G. Harrison
- variété Pinus pseudostrobus var. pseudostrobus
- variété Pinus pseudostrobus var. tenuifolia (Benth.) Shaw
- forme Pinus pseudostrobus fo. megacarpa Loock
- forme Pinus pseudostrobus fo. protuberans Martínez
- forme Pinus pseudostrobus fo. pseudostrobus